# Miguel de Montenegro
Miguel de Montenegro, príncipe Miguel Petrović-Njegoš (14 de septiembre de 1908 en Podgorica, Montenegro-24 de marzo de 1986 en París, Francia) fue el tercer hijo del príncipe Mirko de Montenegro, Gran Voivoda de Grahovo y Zeta (1879-1918), y Natalia Konstantinović, prima de Alejandro I de Serbia. Fue pretendiente al trono de Montenegro, manteniendo el de Gran Duque de Grahovo y Zeta, como sucesor de su padre. Su abuelo fue Nicolás I de Montenegro. Para los realistas legitimistas fue Miguel I de Montenegro.
Miguel reconoció la unificación de Montenegro con Serbia y renunció al trono. En la Segunda Guerra Mundial fue prisionero de los nazis después de rehusar al trono del estado títere de Montenegro con las fuerzas del Eje. Durante la época comunista, fue un miembro activo de la diaspora serbia y un activo diplomático contra la dictadura del mariscal Tito. Fue asimismo miembro del Consejo de la Corona del rey Pedro II de Yugoslavia.

## Juventud
Miguel nació en Cetiña en 1908, hijo del príncipe Mirko de Montenegro. En 1916, la defensa de Montenegro contra la invasión del Imperio austro-húngaro durante la Primera Guerra Mundial le obligó a huir a Italia, donde asistió brevemente a una escuela en Nápoles antes de unirse a su madre en Eastbourne en el Reino Unido, donde completó su educación.
Después de que su abuelo Nicolás muriera en 1921, el trono fue ocupado por Danilo de Montenegro, quien abdicó a los pocos días. El trono pasó a Miguel, que reinó como Mihaijlo I bajo la guía de un regente. El 14 de septiembre de 1929 se terminó la regencia del general Anto Gvozdenović. Mihaijlo renunció al trono y declaró su lealtad al Reino de Yugoslavia. En gratitud, el rey de Yugoslavia, Alejandro, recompensó al príncipe Mihaijlo con una pensión de la Lista Civil.

## La guerra
En 1941, tras la caída de Francia, el príncipe Mihaijlo y su esposa, Geneviève Prigent (1919-1990) fueron arrestados por las autoridades alemanas de ocupación. Fueron llevados a Alemania y encerrados en un castillo a orillas del lago Constanza. Allí fueron visitados por el conde Galeazzo Ciano (yerno de Mussolini) y por Joachim von Ribbentrop, y se le ofreció el trono de un nuevo e independiente estado de Montenegro, bajo la protección y la guía de Italia y Alemania. Rechazó la oferta y permaneció prisionero en Alemania hasta que su tía, la reina de Italia Elena de Montenegro, consiguió su liberación en 1943. Miguel y su esposa volvieron a Francia solo para ser arrestados de nuevo por los alemanes y encerrados en el campo de internamiento del castillo de Jezeří, en la Checoslovaquia ocupada. En ese lugar nació su hijo, el futuro Nicolás de Montenegro, en 1944.

## La proposición comunista
Al final de la guerra, Miguel, su esposa y su hijo fueron liberados. Volvieron a Francia, donde se establecieron en París. Poco después, fue invitado por el mariscal Tito a visitar su país. En 1947, la joven familia se estableció en Belgrado, y el príncipe Mihaijlo aceptó la propuesta de convertirse en jefe de protocolo para el ministro de Asuntos Exteriores. Así, le fue permitido visitar Montenegro y descubrir que la memoria de su familia estaba todavía viva en su país. En 1948, por desavenencias con Tito, volvieron a Francia.
A partir de 1964, el príncipe Miguel Petrovich se empleó a fondo como disidente del régimen comunista y trabajó duramente para favorecer su caída.
Con la rotura, dejó de recibir la subvención del régimen yugoslavo. Más tarde, se divorció y permaneció en el exilio hasta su muerte en 1986. Su hijo, Nicolás, fue criado por su madre. El príncipe Miguel fue enterrado en el cementerio de la iglesia serbia ortodoxa de París.